# Oleksandr Hlotow

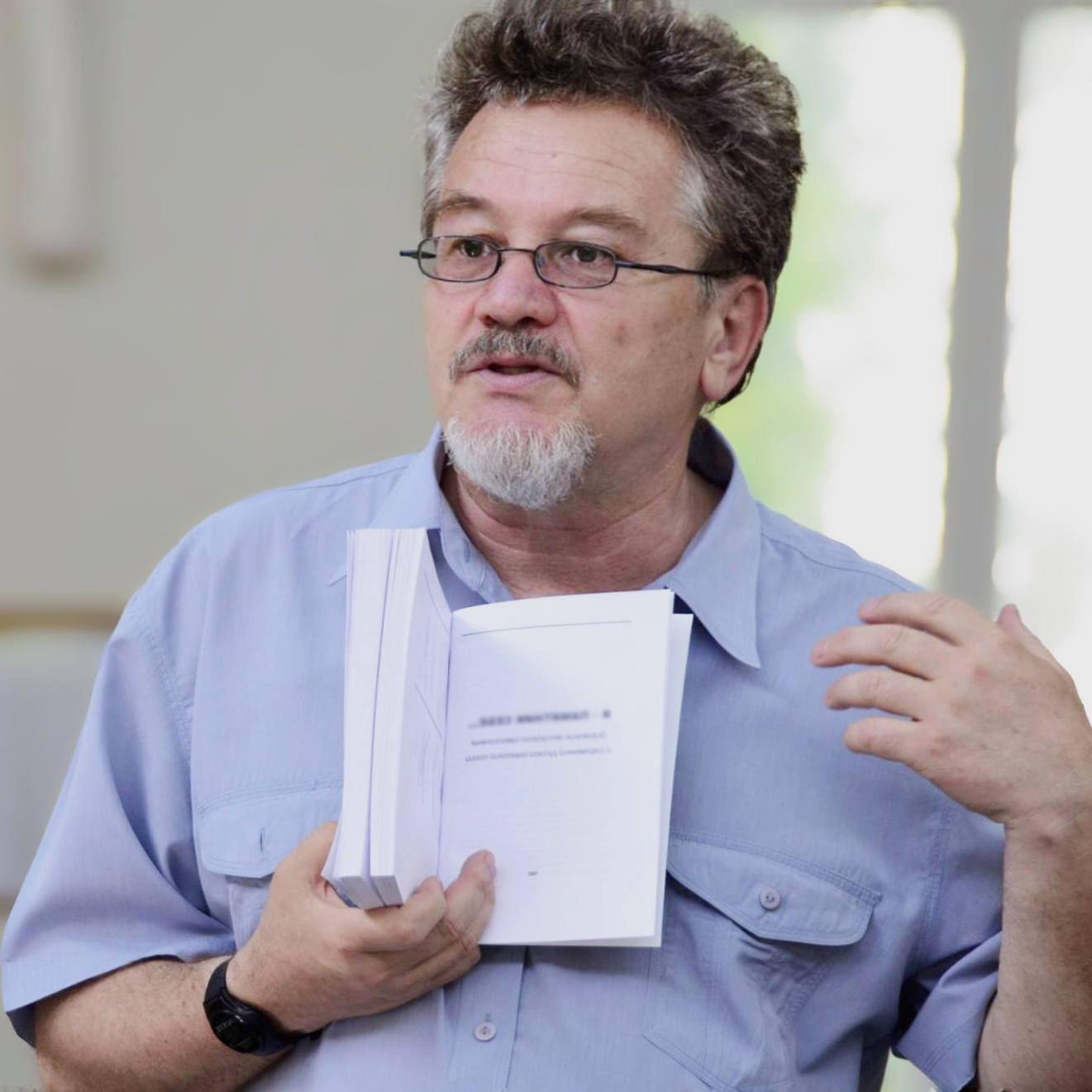
Oleksandr Hlotow

Oleksandr Leonidowytsch Hlotow (ukrainisch Олександр Леонідович Глотов, russisch Александр Леонидович Глотов, englisch Oleksandr Glotov; * 10. November 1953 in Norilsk, Region Krasnojarsk, Sowjetunion) ist ein ukrainischer Literaturwissenschaftler, Journalist, Mitglied der Ukrainischen Nationalen Union der Journalisten (seit 1992), Doktor der Philologischen Wissenschaften und Professor.

## Leben und Werk
Hlotow wurde in der Ortschaft Norilsk (NorilLag), die 1953 den Status einer Stadt erhielt, geboren. Seine Eltern, Glotov Leonid (1932–2012) und Glotova (Kudelina) Kapitolina (* 1932), arbeiteten dort nach dem Abschluss der Bergfachschule in Workuta.
Er beendete die Mittelschule in Tscherwonohrad in der Oblast Lwiw. Anschließend arbeitete er im Bergwerk 4. Velykomostivska des Kombinates Ukrzahidvugillia des Lwiw-Wolyn Kohlenbeckens und diente in der sowjetischen Armee.
Hlotow absolvierte 1979 die Nationale Iwan-Franko-Universität in Lwiw mit Auszeichnung und erhielt das Diplom als Philologe, Lehrer der russischen Sprache und Literatur. Bis 1981 arbeitete er als Lehrer in der Mittelschule Nr. 1 in Sokal und  bekleidete danach das Amt des Assistenten des Lehrstuhls für russische Literatur an der Universität in Lwiw. Im Jahre 1985 machte er eine Aspirantur und übernahm das Amt des Assistenten des Lehrstuhls für russische Literatur an der Staatlichen Pädagogischen Universität von Jaroslaw Galan in Ternopil.
Im Jahre 1994 schloss er sein postgraduales Studium an der Fakultät für Geisteswissenschaften an der Pädagogischen Hochschule von Tadeusz Kotarbiński im polnischen Zielona Góra („Polnische Philologie“) ab und machte 2015  einen Master-Abschluss in Journalismus an der Nationalen Universität „Ostroger Akademie“.
Zudem arbeitete Hlotow an der Ternopil-Akademie für Nationalökonomie, am Ternopil-Institut für Sozial- und Informationstechnologien, am Ternopil-Experimentalinstitut für Pädagogische Bildung, an der Nationalen Agraruniversität in Bila Zerkwa, an der Nationalen Landstreitkräfteakademie von Hetman Petro Sahaidatschnyj und seit 2012 an der Nationalen Universität „Ostroger Akademie“.
Er promovierte 1988 mit der Arbeit Der Ausdruck des Selbstbewusstseins des Autors in der modernen russischen sowjetischen Poesie im Fach Sowjetische multinationale Literatur an der Nationalen I.-I.-Metschnikow-Universität in Odessa. In dieser Forschungsarbeit wurde der Begriff „Selbstbewusstseins des Autors“ in die nationale Literaturwissenschaft eingeführt, wie sich der Autor und seine Arbeit in literarischen und vor allem poetischen Werken selbst anerkennt. 1992 erlangte er die akademische Würde eines Dozenten.
1997 habilitierte er sich mit der Arbeit Russische Literatur des 20. Jahrhunderts im Kontext des Kultbewusstseins, die auf der Monographie Izhe esi v Markse basiert, im Fach Russische Literatur an der Fakultät für Literatur der Taras Schewtschenko Nationalen Akademie der Wissenschaften der Ukraine. In dieser Forschung wurde das Konzept der weltanschaulichen und ästhetischen Sekundärnatur der sowjetischen Realismus –Literatur-Quoad-Ideologie und der christlichen Kanonentexte erstellt. Im Jahre 2002 erlangte er die akademische Würde eines Professors.
Hlotov ist langjähriges Mitglied der Redaktion des internationalen wissenschaftlichen Almanachs Studia methodologica. Er nahm auch an der Arbeit der wissenschaftlichen Ausgaben Slavica Tarnopolensia, Ruski iazyk i literatura v uchebnyh zavedeniah, Naukovi zapysky Ternopilskogo natsionalnogo pedagogichnogo universytetu imeni Volodymyra Gnatiuka. Seria: Literaturoznavstvo, The Pectuliarity of Man, Vestnik Volgogradskogo gosudarstennogo universiteta. Seria 8. Literaturovedenie. Zhurnalistika teil.
Hlotow wurde mit dem nichtstaatlichen Preis Für den Aufbau der Bildung ausgezeichnet.

## Publikationen (Auswahl)
Hlotow ist Autor von wissenschaftlichen und populärwissenschaftlichen Artikeln, die in der UdSSR, der Ukraine, Russland, Polen, Weißrussland und Israel sowie in elektronischen Medien, insbesondere in der Zeitschrift Ruski pereplet und im Almanach Lebed veröffentlicht wurden.

### Monographien und Lehrbücher
- Izhe esi v Markse. Russische Literatur des 20. Jahrhunderts im Kontext des Kultbewusstseins. – Zielona Góra, 1995. – 148 S, ISBN 83-901563-6-9;
- Eco Umberto. Wie eine Diplomarbeit zu schreiben. Die Geisteswissenschaften – Ternopil: „Mandrivets“, 2007. – 224 S. (Übersetzungsausgabe, einleitender Artikel), ISBN 978-966-634-317-1;
- Lesekreis: Das zwanzigste Jahrhundert. Bibliographisches zur Geschichte der russischen Literatur des 20. Jahrhunderts der nachrevolutionären Periode. – Ternopil: „Navchalna knyga Bohdan“, 2011 – 160 S, ISBN 978-966-10-0458-9;
- Christliche Moral und Militärpflicht: Handbuch. – Lwiw: АСВ, 2012. – 112 S. (Mitverfasser);
- Die Klassik der Weltliteratur: Russische Literatur: auf Englisch: Aufsätze: Lehrbuch. – Ostroh: Nationale Universität „Ostroger Akademie“, Presse, 2012. – 152 S. (Mitverfasser);
- Zwei Epochen: Monographie – Ostroh, 2015. – 376 S, ISBN 978-966-2254-93-8;
- Philologische Essays. – Ostrog, 2015. – 316 S, ISBN 978-966-2254-95-2.

### Kritik und Kolumnen
Hlotow schreibt als Literaturkritiker und Kolumnist für Zeitschriften:
- Tschechow und Maugham im Spiegel der Postmoderne. – 22 (Zeitschrift), Tel Aviv, #135;
- Ich möchte Ihnen von… einem Dichter erzählen. – Zerkalo nedeli, 30. Mai 1997;
- Mykola Ostrovsky oder Prinz Ostrovsky? Über die Rolle historischer Persönlichkeiten bei der Bildung der staatlichen Denkweise. – Tag, 14. November 2014